# El Rosario
El Rosario je jednou z 31 obcí na španělském ostrově Tenerife. Nachází se na severovýchodě ostrova, sousedí s municipalitami Santa Cruz de Tenerife, San Cristóbal de La Laguna, Tacoronte, El Sauzal, La Matanza de Acentejo a Candelaria. Její rozloha je 39,43 km², v roce 2019 měla obec 17 370 obyvatel. Je součástí metropolitní oblastí Santa Cruz de Tenerife.